# Lunokhod 2
Lunokhod 2 est le deuxième des deux rovers envoyés à la surface de la Lune par l'Union soviétique dans le cadre du programme Lunokhod. Le rover est lancé en 1973 au cours de la mission Luna 21. Les principaux objectifs de la mission étaient de prendre des photos de la surface de la Lune, mesurer les niveaux de lumière ambiants pour déterminer la faisabilité d'observations astronomiques depuis la Lune, observer le rayonnement X solaire, mesurer les champs magnétiques locaux et étudier les propriétés physiques du sol lunaire.

## Déroulement de la mission

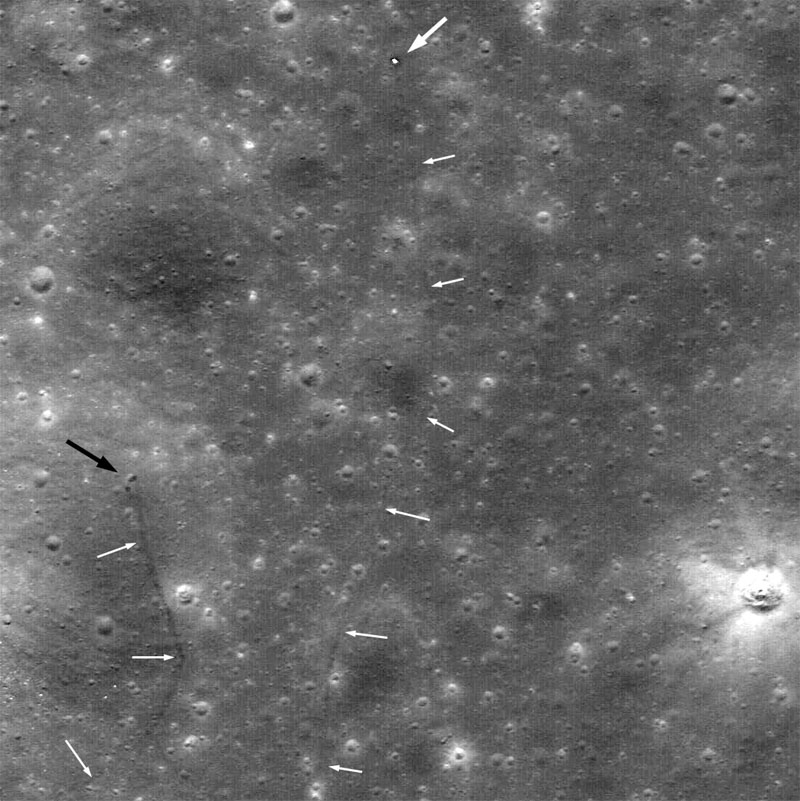
Photo prises par la sonde spatiale américaine LRO montrant les traces de roues de Lunakhod 2 (flèches blanches) et le cratère dans lequel le rover a achevé sa course (flèche noire).

Lunokhod 2 est lancé le 8 janvier 1973 à 06:55:38 UTC par une fusée Proton. Sa masse sèche en orbite terrestre est de 4 850 kg. La mission s'acheva le 4 juin 1973 et dura 4 mois, durant lesquels le robot parcourut un total de 42 km (officiellement 37 km mais le chiffre fut révisé à la hausse en 2013) à l'intérieur du cratère Le Monnier, renvoyant 86 panoramas et plus de 80 000 photographies. Beaucoup de tests, mesures et autres expériences furent menés à bien pendant cette mission.
Perdu depuis 1973, le module a été repéré en 2010 par un géographe britannique grâce à des photos haute résolution prises par le Lunar Reconnaissance Orbiter. Ceci permit de déterminer la cause de l'arrêt du fonctionnement de l'engin : après avoir été conduit dans un petit cratère, et avoir accidentellement couvert son radiateur de chaleur avec de la poussière du sol lunaire en essayant d'en ressortir, cela a finalement conduit à une surchauffe et à un ultime arrêt du rover.
Lunokhod 2 détenait le record de la plus grande distance parcourue sur un autre astre que la Terre (39 km), qui fut battu par le robot Opportunity en 2014, cependant sur la lune ce record est toujours d'actualité.

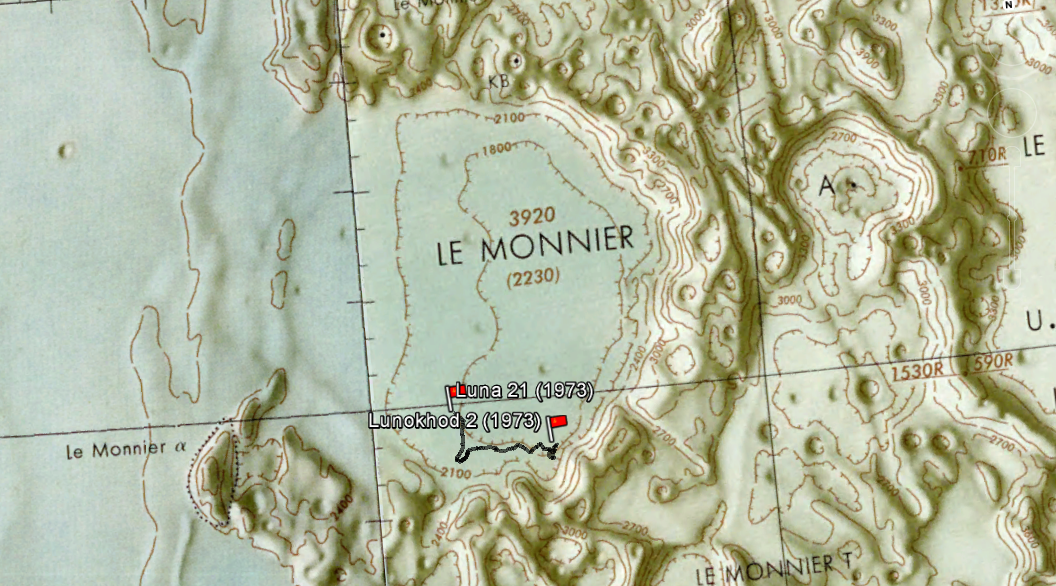
Carte montrant le trajet du Lunokhod 2 dans le cratère Le Monnier.